# Moghrar (distrito)
Moghrar é um distrito localizado na província de Naâma, Argélia, e cuja capital é a cidade de mesmo nome. A população total do distrito era de 5 097 habitantes, em 1998.[carece de fontes?]

## Comunas
O distrito está dividido em duas comunas:
- Moghrar
- Djeniane Bourzeg